# 꼴찌 수색대
《꼴찌 수색대》는 MBC에서 1990년 1월 3일부터 같은 해 4월 20일까지 방영되었던 어린이 드라마이다.

## 출연
- 홍경인(최도마)
- 정명현(조약돌)
- 강승연(모래)
- 이남혁(지동)
- 차효림(곤지)
- 임현식(고물상주인)
- 임예진(담임선생님)
- 유퉁(도마 삼촌)
- 홍순창(약돌 아버지)
- 이원용
- 김해숙(약돌 어머니)
- 홍성민
- 김경란, 정옥선, 최진호, 이기화, 이정수, 박정우, 전은미, 박성미, 김희영, 반효진, 김명혜, 김효영, 안시연, 이성일, 박인선, 윤시영, 김은미, 엄혜란, 신영란, 전부미, 방주영, 임수택, 이승훈, 박정기, 조명식

## 방영목록
제1화 솔개탐정단 결성(1)
제2화 솔개탐정단 결성(2)
제3화 솔개탐정단 결성(3)
제4화 보물상자의 행방(1)
제5화 보물상자의 행방(2)
제6화 보물상자의 행방(3)
제7화 보물상자의 행방(4)
제8화 보물상자의 행방(5)
제9화 수상한 바람(1)
제10화 수상한 바람(2)
제11화 수상한 바람(2)
제12화 수상한 바람(3)
제13화 수상한 바람(4)
제14화 수상한 바람(5)
제15화 뽀삐의 자존심
제16화 흰수염 노인의 비밀
제17화 장미의 전쟁
제18화 꼴찌서커스단
제19화 우리는 친구잖아(전편)
제20화 우리는 친구잖아(후편)
제21화 꿈속의 지하실
제22화 지하실의 밀실
제23화 어쩔수 없어
제24화 토끼사냥
제25화 도마의 위기(전편)
제26화 도마의 위기(후편)
제27화 호랑이굴에 들어가다
제28화 방학숙제는 괴로워
제29화 함정
제30화 잡혀간 도마
제31화 삼촌과 도둑들
제32화 작전회의
제33화 할일이 태산인데
제34화 도마야 도마야
제35화 도마는 어디에
제36화 수상한 별장
제37화 삼촌의 용기
제38화 탄로난 별장
제39화 탈출작전(전편)
제40화 탈출작전(후편)
제41화 팔려간 대원들
제42화 수리수리 마술작전
제43화 악인들의 최후
제44화 돌아온 꼴찌수색대
제45화 헤어지기는 정말싫어
제46화 지동이의 수난
제47화 왕소금은 역시 짜
제48화 인생에서 중요한건
제49화 관심
제50화 전쟁은 싫어
제51화 따봉4반
제52화 뽀삐의 가출
제53화 도시락 소동
제54화 남자들은 몰라요(1)
제55화 남자들은 몰라요(2)
제56화 남자들은 몰라요(3)
제57화 뽀삐의 장학교실
제58화 어떤하루
제59화 따뜻한 손
제60화 시험비상
제61화 쓸데없는 의심
제62화 성격파 조약돌
제63화 만우절은 괴로워(전편)
제64화 만우절은 괴로워(후편)
제65화 호두빵과 붕어빵
제66화 사랑하는 조카
제67화 나무를 심자(전편)
제68화 나무를 심자(후편)
제69화 효도는 힘들어
제70화 어느 졸린 봄날
제71화 대고모할머니
제72화 꼴찌수색대(전편)
제73화 꼴찌수색대(후편)
제74화 인물만들기
제75화 소풍가는날
제76화 장난감재판
제77화 우리는 친구(최종회)